# The Mysteries of Myra
The Mysteries of Myra è un serial muto del 1916 diretto e prodotto da Leopold Wharton e Theodore Wharton e distribuito in sala il 24 aprile del 1916 dalla Pathé Exchange.

## Trama

### Episodi
1. The Dagger of Dreams - tre rulli, 24 aprile 1916
2. The Poisoned Flower - 1º maggio 1916
3. The Mystic Mirrors - 8 maggio 1916
4. The Wheel of Spirit - 15 maggio 1916
5. The Fumes of Fear - 22 maggio 1916
6. The Hypnotic Clue - 29 maggio 1916
7. The Mystery Mind - 5 giugno 1916
8. The Nether World - 12 giugno 1916
9. Invisible Destroyer - 19 giugno 1916
10. Levitation - 26 giugno 1916
11. he Fire-Elemental - 3 luglio 1916
12. Elixir of Youth - 10 luglio 1916
13. Witchcraft - 17 luglio 1916
14. Suspended Animation - 24 luglio 1916
15. The Thought Monster - 31 luglio 1916

## Produzione
Girato a Ithaca, nello stato di New York, fu interpretato da Jean Sothern e da Howard Estabrook, con la consulenza tecnica di Harry Houdini. Consulente della magia occulta, Aleister Crowley.

## Distribuzione
Distribuito dalla Wharton Releasing Co., il serial venne fatto uscire nelle sale il 24 aprile 1916 un episodio alla settimana. Il primo episodio, The Dagger of Dreams, era di tre bobine, tutti gli altri in due.
Una copia incompleta viene conservata negli archivi della Library of Congress, ma in gran parte il serial viene considerato un film perduto.